# Tauro Sport Auto
Tauro Automóviles fue un fabricante español de automóviles superdeportivos con sede en Valladolid, fundado en 2010,
cuando un grupo de empresarios españoles se unieron con un fabricante británico de vehículos de competición para crear la compañía.
Su modelo más popular es el Tauro V8, fabricado de forma artesanal.
Está basado en el Pontiac Solstice pero incorporando el motor V8 de un Chevrolet Corvette de General Motors (GM) y se ofrece en cuatro variantes: Spider, Coupé, Saeta y Portago. Sus mercados principales son la Unión Europea, Rusia, Emiratos Árabes Unidos, China y América.

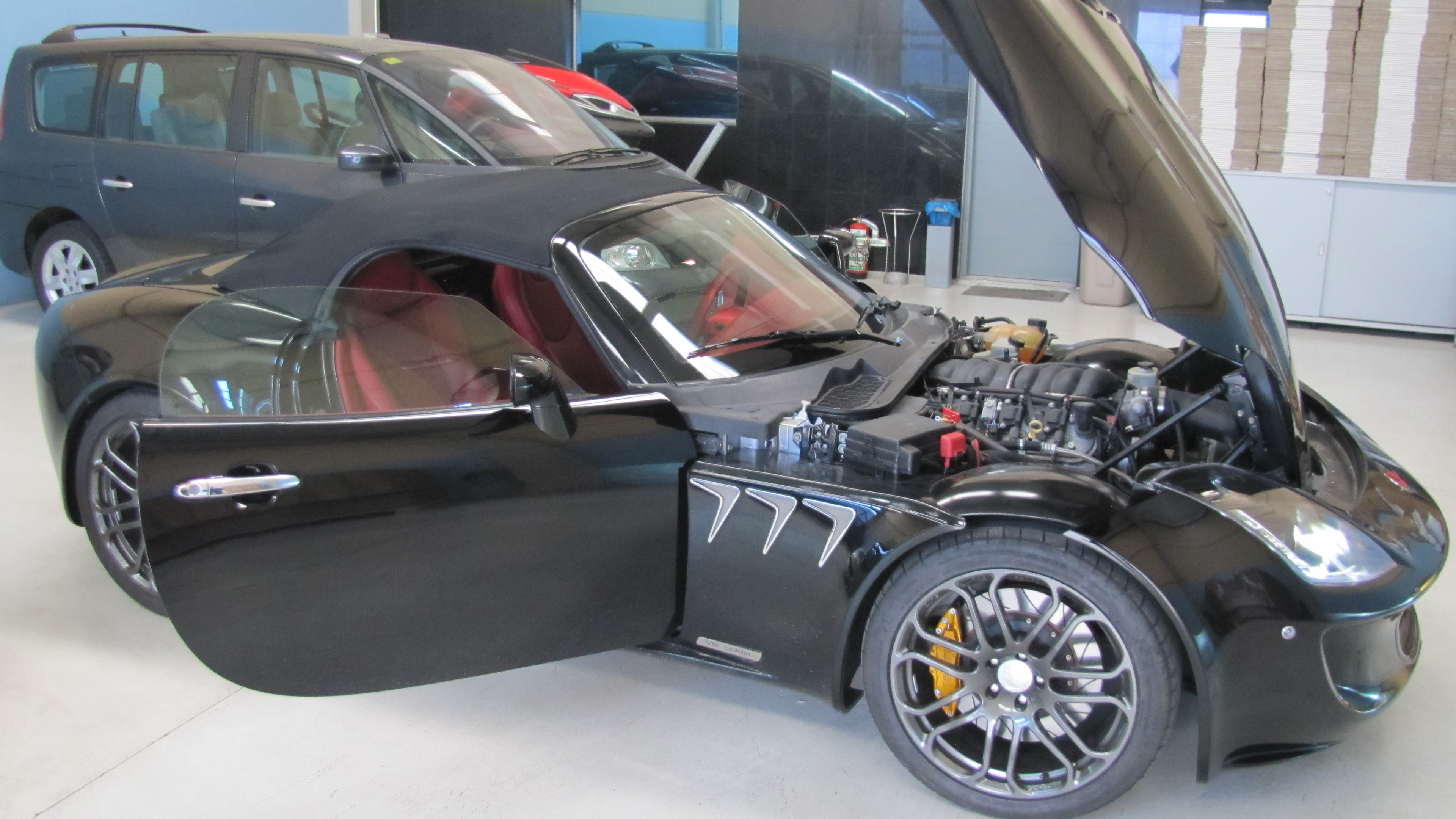
Motor V8 en Tauro V8 Spider.

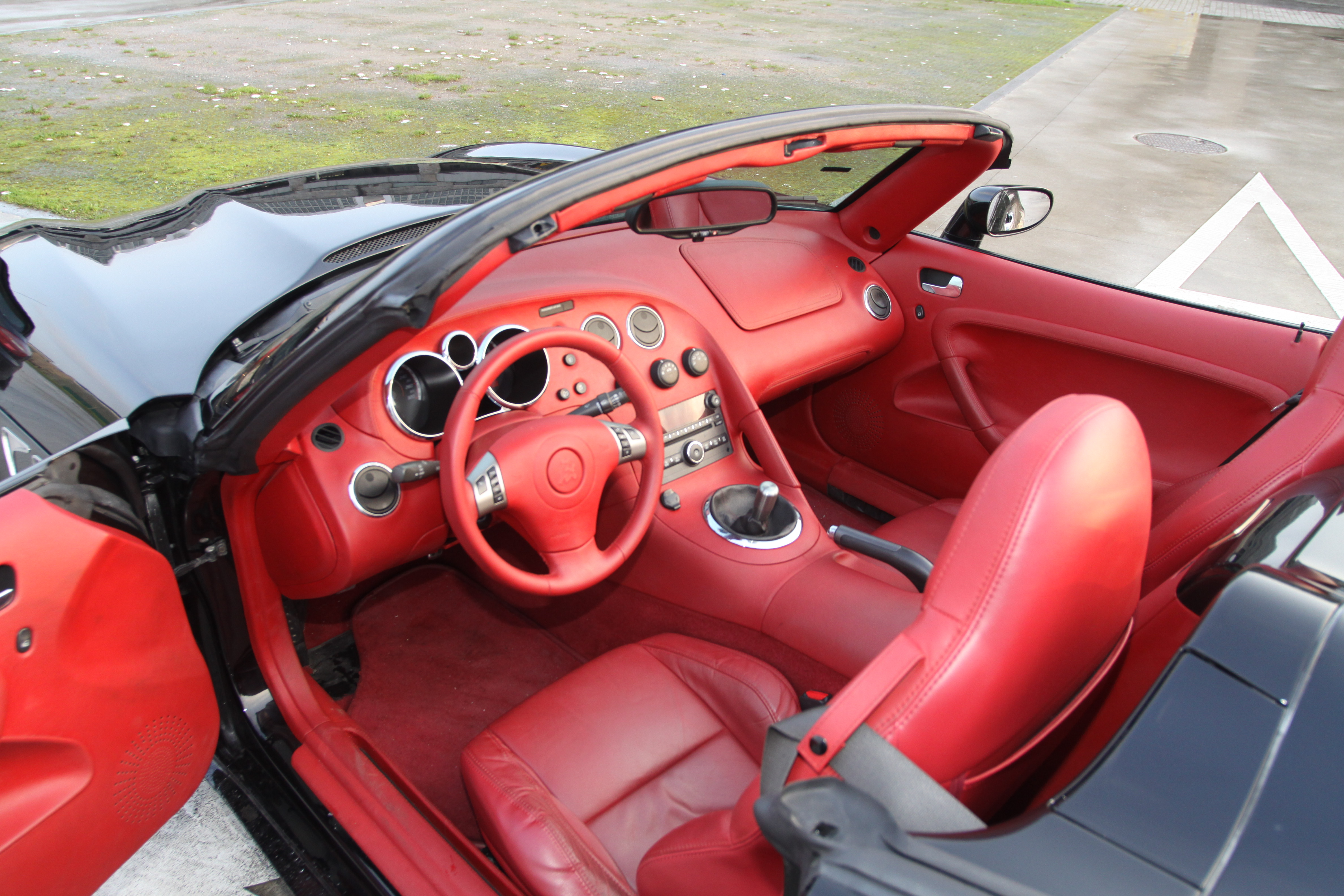
Interior del Tauro V8 Spider.

## Historia
En 2010, varios empresarios españoles, entre ellos Pedro J Santos, y un fabricante británico de vehículos de competición se unieron creando la compañía con sede en Valladolid. Se recuperó así la tradición española de automóviles deportivos de lujo que a principios del siglo XX abanderaba la empresa Hispano-Suiza,
y más tarde se plasmó en el Pegaso de Wifredo Ricart.
Como el resto de automóviles superdeportivos, los Tauro, tienen prestaciones altamente superiores a las de los demás automóviles, acercándose a niveles de competición, por esta misma razón se producen en pequeñas series y bajo pedido, con gran parte de su proceso de fabricación hecho a mano.
En todos sus modelos se ha recurrido a materiales de última generación como son el carbono o la aramida, especialmente el Kevlar, manteniendo la ligereza y la robustez del conjunto.

## Modelos

### Tauro V8[9]
| Modelo                | Producción | Cilindros | Cilindrada (CC) | Potencia (CV) | Max. Velocidad (km/h) | Lugar fabricación |
| V8 Spider             | 2012-2019  | V8        | 440/530         | 6162          | 295                   | España            |
| V8 Coupé              | 2013-2019  | V8        | 440/530         | 6162          | 300                   | España            |
| V8 Saeta & SuperSaeta | 2014-2020  | V8        | 440/530/700     | 6.2 - 7.0     | ~                     | España            |
| V8 Portago            | 2014-2019  | V8        | 440/530         | 6162          | ~                     | España            |

- El Tauro V8 Spider retrotrae la tradicional fórmula de motor delantero y tracción trasera que define a los roadster.
- El Tauro V8 Coupé se acerca a los muscle car, una versión de techo rígido.
- El Tauro V8 Saeta toma su nombre del que fue el primer avión a reacción fabricado en España a mediados del siglo XX, el Hispano Aviación HA-200 Saeta e incorpora elementos provenientes de la competición.
- Los Tauro V8 Spider - Coupé - Saeta y Super Saeta fueron diseñados por el famoso diseñador Christopher Reitz, biznieto de Ferdinand Porsche.
- El Tauro V8 Portago se remonta a los barchettas, modelos de los años 40 y 50 del siglo XX. Su nombre es en honor del Marqués de Portago, piloto español de Fórmula 1, fallecido en la edición de 1957 de la Mille Miglia, cuando pilotaba un Ferrari oficial.

## Apariciones destacadas
- Revista CAR (comparativa frente al Audi R8 V10) - Número de mayo del 2013.
- Goodwood FOS - Edición junio de 2013
- Más Qué Coches, programa del motor referente en España de Telecinco
- El Norte de Castilla, artículo en el periódico de Valladolid (El Norte de Castilla) de 25 de mayo de 2016